# دیوان (ادبیات)

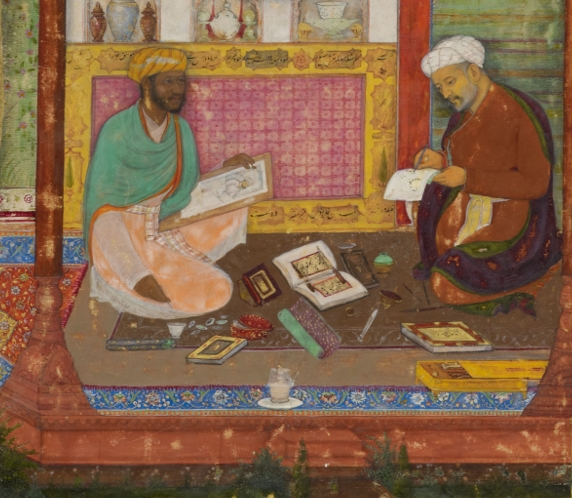
خمسه نظامی (کتابخانه بریتانیا، نسخه ۱۲۲۰۸)، یکی از معروف‌ترین مجموعه‌های دیوان ایرانی

دیوان به یک مجموعه اشعار (کتاب شعر) گفته می‌شود. این واژه همچنین به‌معنی مکان نوشتن حساب نیز هست.

## واژه‌شناسی
واژه دیوان برگرفته از دیبیر در زبان فارسی به معنای نویسنده یا کاتب است. کاربرد انگلیسی عبارت «diwan poetry» از واژه فارسی دیوان گرفته شده است. این واژه به زبان‌های انگلیسی، فرانسوی، آلمانی، ارمنی، گرجی، عربی، اردو، عبری، ترکی راه پیدا کرده است. در فارسی، و سایر زبان‌ها، واژه دیوان به معنای مجموعه‌ای از اشعار یک نویسنده، مانند آثار منتخب، یا کل مجموعه آثار یک شاعر است. اولین کاربرد این اصطلاح به رودکی نسبت داده شده است. اصطلاح دیوان ار سال ۱۶۹۷ به صورت نادر در آثار نظم در زبان فرانسوی به کار رفته است. تا این که گوته نویسنده و فیلسوف بزرگ آلمانی بخاطر علاقه زیاد به ادبیات فارسی کتاب غربی-شرقی را در با عنوان دیوان غربی-شرقی در سال ۱۸۱۹ منتشر کرد که باعث شد این اصطلاح در غرب کاربرد زیادی پیدا کند.